# Bahnhof Szczecin Gocław

Szczecin Gocław ist eine ehemalige Eisenbahnhaltestelle der Bahnstrecke Szczecin–Trzebież Szczeciński, die sich an der Lipowa-Straße auf dem Gebiet der Stettiner Siedlung Gocław befindet. Ein paar Meter hinter dem nahe gelegenen Bahnübergang steht das Stellwerk „SW“.

## Allgemeine Informationen
Die Eisenbahnhaltestelle liegt ca. 200 m von der Oder in der Nähe des Bismarckturms. In der Gegend befindet sich auch die Bus- und Straßenbahnendhaltestelle „Gocław“. Im Jahre 2002 wurde auf der ganzen Strecke der Personenverkehr eingestellt.
Im Rahmen des Projekts Szczecińska Kolej Metropolitalna soll die Haltestelle wieder in Betrieb genommen werden.

## Vorherige Namen
- Gocław (1945–1947)
- Szczecin Gocław Osobowy (1947–1971)[2]